# Nadia Comăneci
Nadia Elena Comăneci (kiejtése *nádjá elena komönecs) (Gheorghe Gheorghiu-Dej, Bákó megye, 1961. november 12. –) ötszörös olimpiai bajnok román tornász.

## Életpályája
1970-ben vett részt először országos szintű versenyen. Nem sokkal később Károlyi Béla és felesége, Márta lettek az edzői. 13 évesen érte el első nemzetközi sikerét: 1975-ben a Skienben (Norvégia) tartott Európa-bajnokságon három arany- és egy ezüstérmet szerzett.
14 évesen az 1976-os montréali olimpia sztárja lett. Ő volt az első olyan tornász, aki maximális tízes osztályzatot kapott az olimpiai játékokon (hatszor), de három arany-, egy ezüst- és egy bronzérmet is szerzett. Az olimpiai eredményei miatt megkapta a Szocialista Munka Hőse kitüntetést (ő volt a legfiatalabb kitüntetett). Az eredményjelzőket nem készítették fel, eredményét 1.00-ként tüntették fel.
1977-ben megvédte Európa-bajnoki címét, de a román csapat visszalépett a döntő előtt, tiltakozásképpen a bíráskodás ellen. Az 1978-as világbajnokságon túlsúllyal és rossz formában indult, a felemás korlátról leesett, de gerendán győzött.
1979-ben Comăneci visszanyerte a rendes súlyát és megszerezte harmadik világbajnoki címét.
Az 1980-as moszkvai olimpián egyéni összetettben a második lett Jelena Davidova mögött. Gerendán és talajon aranyérmes lett, a csapattal pedig második helyen végeztek. Az utolsó sportesemény, melyen sportolóként részt vett, az 1981. évi nyári universiade volt. Ezután visszavonult a versenyzéstől, és az ifjúsági tornászok edzésében működött közre.
1989 novemberében illegálisan Magyarországra szökött, majd az Amerikai Egyesült Államokba emigrált. A következő években ruhamodelleket reklámozott: tornadresszeket, fehérneműt, menyasszonyi ruhát, aerobiköltözetet. 1994-ben eljegyezték egymást Bart Conner amerikai tornásszal, az esküvőt 1996-ban tartották Romániában.
Ezt követően férjével a Bart Conner Gymnastics Academy-t vezették. 2003-ban könyvet jelentetett meg Letters to a Young Gymnast (Levelek egy fiatal tornászhoz) címen. Comăneci egy karitatív kórházat alapított Bukarestben az árva gyermekek megsegítésére.
Fia, Dylan, 2006-ban született.

## Fordítás
- Ez a szócikk részben vagy egészben a Nadia Comăneci című román Wikipédia-szócikk ezen változatának fordításán alapul.  Az eredeti cikk szerkesztőit annak laptörténete sorolja fel. Ez a jelzés csupán a megfogalmazás eredetét és a szerzői jogokat jelzi, nem szolgál a cikkben szereplő információk forrásmegjelöléseként.